# ラウフェオン・ストッツ
ラウフェオン・ストッツ（Raufeon Stots、1988年12月16日 - ）は、アメリカ合衆国の男性総合格闘家。テキサス州ヒューストン出身。ルーファスポーツ所属。元Bellator世界バンタム級暫定王者。

## 来歴

### レスリング
高校3年生の時にレスリングを始める。高校卒業後、ラベット・コミュニティ・カレッジにレスリングの奨学生として入学し、1年生時にNJCAAで4位入賞しオールアメリカンに選出された。ネブラスカ大学カーニー校に編入後1年間は怪我でレッドシャツ（出場停止）となるも、翌年にはNCAAディビジョン2で優勝し30勝6敗の記録を残した。4年生時にはNCAAディビジョン2で2度目の優勝を果たし、チームの優勝にも貢献した。

### 総合格闘技
カーニーのMMAジムでコーチをしていた元UFC世界ライト級王者ジェンス・パルヴァーからレスリングのコーチングを依頼されたのをきっかけに、パルヴァーのジムでボクシングとブラジリアン柔術のトレーニングを始めた。拠点をアイオワ州に移し、元UFC世界ウェルター級王者パット・ミレティッチの下でトレーニングを始め、その後ミレティッチからデューク・ルーファスを紹介されルーファスポーツに移籍した。また、大学時代のレスリング部の先輩で総合格闘技に転向したカマル・ウスマンに師事し、ウスマンの母親は大学時代に同じナイジェリアにルーツを持つストッツの面倒を見るようウスマンにアドバイスした。
2015年、 プロ総合格闘技デビュー。ローカル団体で13戦12勝の戦績を残す。

### Bellator
2019年12月21日、Bellator初参戦となったBellator 236でチェイデン・レイアロハと対戦し、3-0の判定勝ち。
2021年5月7日、Bellator 258でバンタム級ランキング7位のジョシュ・ヒルと対戦し、3-0の判定勝ち。
2021年8月13日、Bellator 264でバンタム級ランキング3位のマゴメド・マゴメドフと対戦し、3Rを通して打撃とグラウンドの展開で優位に立ち3-0の判定勝ち。

#### Bellator世界王座獲得
2022年4月23日、Bellator 279のBellatorバンタム級ワールドグランプリ1回戦として行われたBellator世界バンタム級暫定王座決定戦でバンタム級ランキング1位のフアン・アーチュレッタと対戦。左ハイキックを放った際に膝がアーチュレッタの額をかすめ、ダウンを奪ったところにグラウンドの肘打ち連打で3RKO勝ち。王座獲得に成功し、グランプリ準決勝進出を果たした。当初は1回戦で王者セルジオ・ペティスとBellator世界バンタム級タイトルマッチを行う予定であったが、ペティスが右膝の前十字靭帯損傷により試合を欠場したため、アーチュレッタとの暫定王座決定戦に変更された。
2022年12月9日、Bellator 289のBellatorバンタム級ワールドグランプリ準決勝として行われたBellator世界バンタム級暫定タイトルマッチで、バンタム級ランキング6位の挑戦者ダニー・サバテロと対戦し、2-1の5R判定勝ち。暫定王座の初防衛に成功し、グランプリ決勝進出を果たした。

#### 世界王座陥落
2023年4月22日、Bellator 295のバンタム級ワールドグランプリ決勝として行われたBellator世界バンタム級暫定タイトルマッチで、バンタム級ランキング2位の挑戦者パトリック・ミックスと対戦し、左膝蹴りで1RKO負け。王座から陥落し、グランプリ準優勝となった。
2023年11月17日、Bellator 301でバンタム級ランキング6位のダニー・サバテロと再戦し、3-0の判定勝ち。

## 戦績
| 総合格闘技 戦績 | 総合格闘技 戦績 | 総合格闘技 戦績 | 総合格闘技 戦績 | 総合格闘技 戦績 | 総合格闘技 戦績 | 総合格闘技 戦績 |
| --------------- | --------------- | --------------- | --------------- | --------------- | --------------- | --------------- |
| 24 試合         | (T)KO           | 一本            | 判定            | その他          | 引き分け        | 無効試合        |
| 21 勝           | 4               | 5               | 12              | 0               | 0               | 0               |
| 3 敗            | 2               | 0               | 1               | 0               | 0               | 0               |

| 勝敗 | 対戦相手                 | 試合結果                                        | 大会名 | 開催年月日     |
| ×    | セルジオ・ペティス       | 5分3R終了 判定0-3                               | PFL 2025 World Tournament: Semifinals 3                                                                                   | 2025年6月27日  |
| ○    | マルコス・ブレノ         | 3R 3:01 リアネイキドチョーク                    | PFL Super Fights: Battle of the Giants                                                                                    | 2024年10月19日 |
| ○    | ダニー・サバテロ         | 5分3R終了 判定3-0                               | Bellator 301: Amosov vs. Jackson                                                                                          | 2023年11月17日 |
| ×    | パトリック・ミックス     | 1R 1:12 KO（左膝蹴り）                          | Bellator 295: Stots vs. Mix 【Bellator世界バンタム級暫定タイトルマッチ/Bellatorバンタム級ワールドグランプリ決勝】         | 2023年4月22日  |
| ○    | ダニー・サバテロ         | 5分5R終了 判定2-1                               | Bellator 289: Stots vs. Sabatello 【Bellator世界バンタム級暫定タイトルマッチ/Bellatorバンタム級ワールドグランプリ準決勝】 | 2022年12月9日  |
| ○    | フアン・アーチュレッタ   | 3R 0:16 KO（左ハイキック→グラウンドでの肘打ち） | Bellator 279: Cyborg vs. Blencowe 2 【Bellator世界バンタム級暫定王座決定戦/Bellatorバンタム級ワールドグランプリ1回戦】    | 2022年4月23日  |
| ○    | マゴメド・マゴメドフ     | 5分3R終了 判定3-0                               | Bellator 264 | 2021年8月13日  |
| ○    | ジョシュ・ヒル           | 5分3R終了 判定3-0                               | Bellator 258 | 2021年5月7日   |
| ○    | キース・リー             | 5分3R終了 判定3-0                               | Bellator 253 | 2020年11月19日 |
| ○    | キャス・ベル             | 3R 1:24 リアネイキドチョーク                    | Bellator 242 | 2020年7月24日  |
| ○    | チェイデン・レイアロハ   | 5分3R終了 判定3-0                               | Bellator 236 | 2019年12月21日 |
| ○    | ラルフ・アコスタ         | 5分3R終了 判定3-0                               | LFA 68 | 2019年5月31日  |
| ○    | レヴィ・モウルズ         | 5分3R終了 判定3-0                               | LFA 55 | 2018年11月30日 |
| ○    | ライアン・リリー         | 3R 3:00 TKO（パウンド）                         | LFA 48 | 2018年9月7日   |
| ○    | アーノルド・バードン     | 1R 4:36 リアネイキドチョーク                    | VFC 59 | 2017年12月16日 |
| ×    | メラブ・ドバリシビリ     | 1R 0:15 KO（左バックハンドブロー）              | Ring of Combat 59 【ROCバンタム級タイトルマッチ】                                                                         | 2017年6月2日   |
| ○    | ロバート・エマーソン     | 5分5R終了 判定3-0                               | VFC 56 【VFCバンタム級タイトルマッチ】                                                                                    | 2017年4月14日  |
| ○    | ジェフ・カラン           | 5分3R終了 判定3-0                               | VFC 53 | 2016年11月23日 |
| ○    | チャーリー・デュブレイ   | 2R 4:52 リアネイキドチョーク                    | VFC 52 | 2016年7月16日  |
| ○    | ウィリアム・ジョプリン   | 1R 1:18 KO（パンチ）                            | VFC 49 | 2016年4月1日   |
| ○    | デメトリアス・ウィルソン | 3R 4:45 リアネイキドチョーク                    | VFC 47 | 2016年1月29日  |
| ○    | ロブ・メニゴス           | 5分3R終了 判定3-0                               | UCL: Cut Throath | 2015年9月19日  |
| ○    | ミッチ・ホワイト         | 5分3R終了 判定3-0                               | LFC 43 | 2015年7月17日  |
| ○    | マイク・ヘブドン         | 2R 0:35 TKO（パンチ連打）                       | EC 232 | 2015年5月30日  |

## 獲得タイトル
- VFCバンタム級王座（2017年）
- Bellator世界バンタム級暫定王座（2022年）